# Caecognathia consobrina
Caecognathia consobrina är en kräftdjursart som först beskrevs av Théodore Monod 1926.  Caecognathia consobrina ingår i släktet Caecognathia och familjen Gnathiidae. Inga underarter finns listade i Catalogue of Life.